# Christoph 38
Christoph 38 ist der Funkrufname eines Rettungshubschraubers der DRF Luftrettung, der für die Luftrettung in Dresden und Notfallorte im Umkreis von 60 Kilometern zur Verfügung gestellt wurde.

## Station, Einsatz und Besetzung
Der Hubschrauber ist im DRF-Luftrettungszentrum Dresden auf dem Flughafen Dresden International in Dresden-Klotzsche stationiert. Er ist täglich von Sonnenaufgang, frühestens 7 Uhr, bis Sonnenuntergang, in Einsatzbereitschaft. Er wird von der Einsatzleitstelle Dresden zu Rettungseinsätzen mit Notarztindikation alarmiert, wenn ein Notarzteinsatzfahrzeug (NEF) nicht rechtzeitig zur Verfügung steht oder die Art der Verletzung den Transport eines Patienten mittels Hubschrauber erforderlich macht.
Bei seinen Einsätzen ist Christoph 38 mit einem Piloten der DRF Luftrettung, einem Notarzt aus dem Universitätsklinikum Dresden, den Städtischen Krankenhäusern Dresden-Friedrichstadt oder Dresden-Neustadt und einem Rettungsassistenten der DRF Luftrettung besetzt. Dabei arbeiten grundsätzlich drei feste Piloten, rund 23 Notärzte und vier Rettungsassistenten im Wechsel, um eine ständige Alarmbereitschaft zu garantieren. Die Rettungsassistenten gehören zur Hubschrauberbesatzung (HEMS Crew Member) und unterstützen den Piloten im Bereich der Kommunikation und Navigation, während der Notarzt juristisch gesehen ein Passagier ist.

## Geschichte
Der Luftrettungsstandort Dresden am Flughafen Dresden-Klotzsche wurde am 1. Juli 1993 in Betrieb genommen.
Nach einer Ausschreibung übernahm am 1. Januar 2002 die DRF Luftrettung die Gesamtorganisation der Station in Dresden. Der erste Rettungshubschrauber vom Typ Bo 105 wurde bis zum 5. Januar 2006 von der Fliegerstaffel Ost der Bundespolizei gestellt.
Am 6. Januar 2006 erfolgte die Flugbetriebsübernahme durch die DRF Luftrettung und der Umstieg auf den Eurocopter EC 135.
Aktuell wird an der Station ein Airbus Helicopters H135 eingesetzt.

## Einsatzstatistik
| Jahr     | 1993 | 1994 | 1995 | 1996 | 1997 | 1998 | 1999 | 2000 | 2001 | 2002 | 2003 | 2004 | 2005 | 2006 | 2007 | 2008 | 2009 |
| Einsätze | 0025 | 0901 | 0842 | 0802 | 0924 | 1017 | 1092 | 1238 | 1217 | 991  | 975  | 1083 | 1077 | 1179 | 1296 | 1470 | 1582 |

| Jahr     | 2010 | 2011 | 2012 | 2013 | 2014 | 2015 | 2016 | 2017 | 2018 | 2019 | 2020 | 2021 | 2022 |
| Einsätze | 1543 | 1544 | 1440 | 1367 | 1362 | 1347 | 1311 | 1251 | 1214 | 1133 | 1175 | 1316 | 1346 |

## Sonstiges
Der Name Christoph geht auf den heiligen Christophorus zurück, den Schutzpatron der Autofahrer. Nach ihm tragen alle deutschen Rettungshubschrauber den BOS-Funk-Rufnamen Christoph, gefolgt von einer Nummer bei Rettungshubschraubern und einer Bezeichnung zum Standort bei Intensivtransporthubschraubern.